# Лімфатичний фолікул

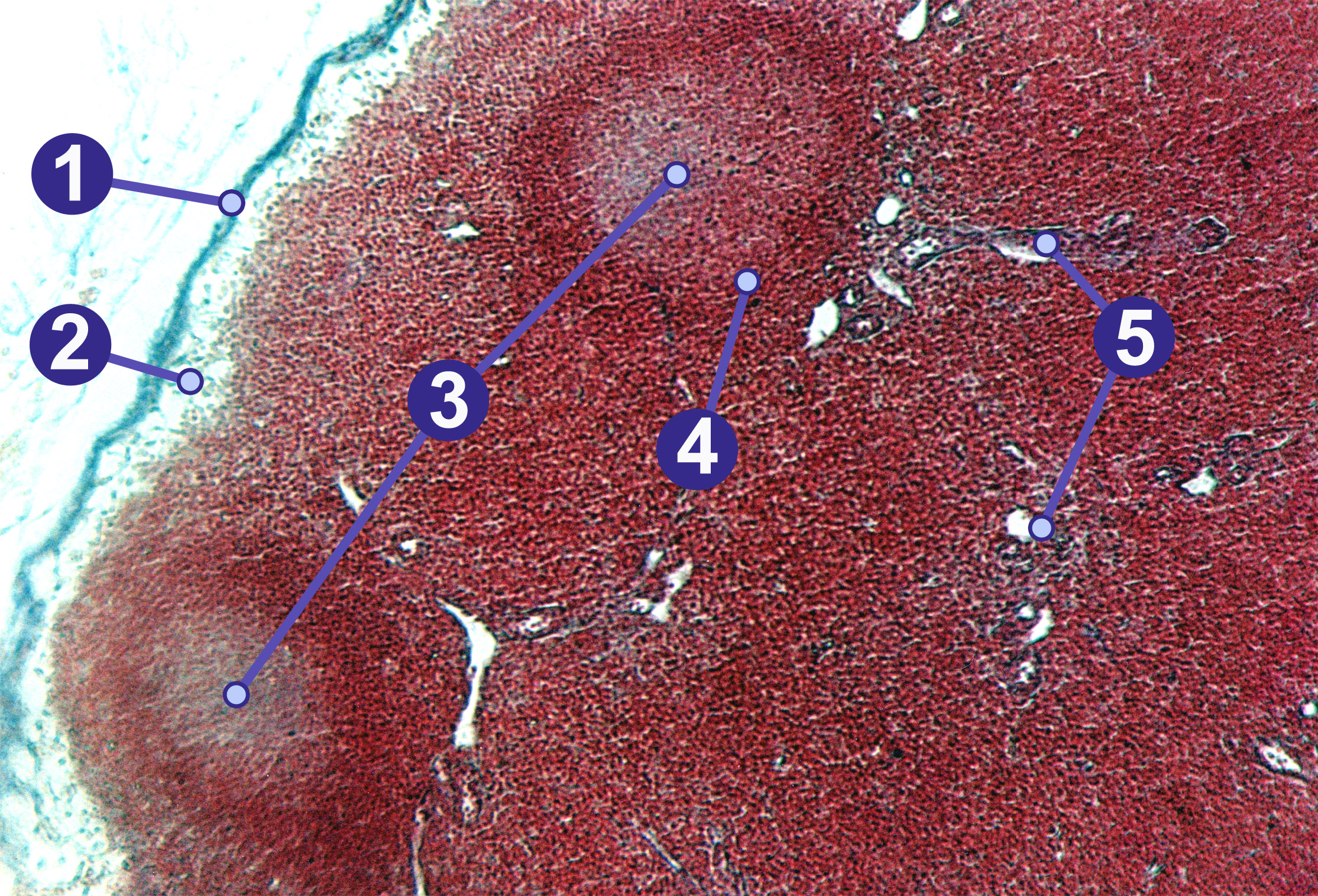
Лімфатичний вузол з двома вторинними фолікулами: 1 — капсула, 2 — субкапсулярний синус, 3 — центри розмноження, 4 — вторинний фолікул 5 — трабекула

Лімфатичний фолікул (лат. folliculus lymphaticus) — обмежене скупчення лімфоїдної тканини, де відбувається розвиток лімфоцитів. Лімфатичні фолікули присутні в лімфатичних вузлах, а також у мигдаликах, селезінці, в слизовій оболонці гортані, шлунка, тонкого і товстого кишечника. В останньому вони утворюють маленькі вузлики — пеєрові бляшки.

## Типи
Розрізняють первинні і вторинні фолікули. Основна відмінність між ними — наявність центру розмноження.
Первинні містять малі B-лімфоцити, що несуть на поверхні імуноглобуліни IgM і IgD, та фолікулярні дендритні клітини. Кількість T-лімфоцитів і макрофагів у первинних фолікулах досить низька.
Вторинні фолікули мають центр розмноження, що складається з бластів (центробластів), розташованих у темній зоні, а також центроцитів, що формуються з бластів у світлій зоні. Навколо центру розмноження є фолікулярний апарат, який називається мантією. Вона містить малі В-лімфоцити та наївні лімфоцити, а також у невеликих кількостях ретикулоцити, макрофаги і лімфобласти, різну кількість малих T-лімфоцитів. Мантія має асиметричну форму: на боці до периферії помітно схоже на шапочку потовщення, на зворотньому — потоншення мантії. На межі мантії зі світлою зоною розташовується місце, через яке фолікул покидають незрілі плазмоцити.
Функція фолікулів — пітримання місцевого імунітету організму. Це відбувається як за рахунок активації лімфоцитів в результаті їхньої взаємодії з антигенами, так і за рахунок очищання лімфи від наявних у ній чужорідних антигенів дією активованих лімфоцитів і макрофагів.
Фолікули в слизовій оболонці тонкого і товстого кишечника, шлунка, гортані називаються одиночними лімфатичними фолікулами (folliculus lymphaticus solitarius).
Псевдофолікул — різко гіперплазований лімфатичний фолікул при гігантофолікулярній лімфомі, він характеризується розростанням світлих ретикулярних клітин у вигляді полів, оточених лімфоїдним валом.